# Oddone III di Troyes
Oddone III di Troyes o Oddone III di Blois o Oddone III di Champagne, in francese Eudes III de Champagne o Eudes III de Blois (XI secolo – dopo il 1115) fu Conte di Champagne (diciannovesimo conte di Troyes, decimo conte di Meaux) e di Vitry, dal 1048 al 1066 circa e poi conte di Aumale, dal 1060 circa alla sua morte.

## Origine
Oddone, secondo il documento n° XLVI del Cartulaire noir de la cathédrale d'Angers era il nipote del suo tutore, il conte di Blois, Tours, Chartres, Châteaudun, Provins e Reims, Tebaldo III; quindi era figlio del conte di Conte di Champagne (diciottesimo conte di Troyes, nono conte di Meaux), Stefano II di Troyes e di Adele o Adelaide di cui non si conoscono gli ascendenti, ma che il documento nº 59, del 1090 circa, delle Chartes de Montiérender cita come madre (Adelaidis matris sue) di Oddone III conte di Troyes (Odo Trecassinus comes).
Stefano II di Troyes, secondo il Hugonis Floriacensis, Liber qui Modernorum Regum Francorum continet Actus 10 era il figlio secondogenito del conte di Blois, Chartres, Châteaudun, Tours, Provins e Reims], dal 1004, conte di Conte di Champagne (diciassettesimo conte di Troyes, ottavo conte di Meaux), Oddone II di Blois e di Ermengarda d'Alvernia, che, secondo la Genealogiae comes Flandriae era figlia del Conte d'Alvernia, Guglielmo IV e della moglie Humberge (o Ermengarda), figlia di Etienne de Brioude, conte di Gévaudan e Forez, nell'Aquitania orientale e della sua seconda moglie (il matrimonio, avvenuto prima del 960 è confermato dal Cartulaire de l'abbaye de Saint-Chaffre du Monastier et Chronique de Saint-Pierre du Puy'), Adelaide d'Angiò (ca 942 - 1026), figlia del Conte d'Angiò e poi, conte di Nantes e duca di Bretagna, Folco II e di Gerberga (che il nome della madre fosse Gerberga è confermato dal documento è il n° II del Cartulaire de l'abbaye de Saint-Aubin d'Angers, Tome I, dove suo fratello, Goffredo Grisegonelle dichiara di essere figlio di Folco e Gerberga (patris mei Fulconis, matris quoque meæ Gerbergæ)) di cui non si conoscono con certezza gli ascendenti.

## Biografia

Blasone originale dei conti di Blois.

Suo padre, Stefano (Stephani comitis palatini), secondo gli Obituaires de Sens Tome II, Eglise cathédrale de Chartres, Livre d'Anniversaires mid-xiii siècle, morì il 19 maggio (XIV Kal Jun) 1047 o 1048, e Oddone gli succedette, ancora minorenne, come Oddone III conte di Champagne, sotto tutela dello zio, Tebaldo III di Blois, conte di Blois, di Chartres, di Châteaudun, di Tours, di Sancerre, e nella Champagne, conte di Château-Thierry, Provins e Saint-Florentin, che divenne reggente delle contee di Meaux, di Troyes, e di Vitry, per conto di Oddone.
Oddone, qualche anno dopo, pare a seguito dell'omicidio di un nobile della contea di Champagne, si dovette rifugiare in Normandia e lo zio, Tebaldo ne approfittò per appropriarsi dei titoli e delle terre di oddone, che, all'incirca nel 1066, abdicò a favore dello zio Tebaldo che divenne anche conte, Tebaldo I di Champagne.
Nel 1060, in Normandia, Oddone aveva sposato la sorella del duca di Normandia, Guglielmo il Bastardo, Adelaide di Normandia (1026-1090), vedova prima del conte di Ponthieu e di Montreuil, Enguerrand II, come ci conferma Guglielmo di Jumièges e poi del conte di Lens, Lamberto II (di questo secondo matrimonio si ha notizia indiretta da Orderico Vitale che riporta che Guglielmo il Bastardo elevò al rango di conti di Northampton, Waltheof con la moglie, ovvero la nipote Giuditta); Adelaide, dopo essere rimasta vedova del primo marito, mantenne il titolo di contessa di Aumale, per cui Oddone divenne conte di Aumale, per de iure uxoris.
Oddone, nel 1066, prese parte alla spedizione di suo cognato Guglielmo in Inghilterra, prese parte alla battaglia di Hastings, e partecipò a tutta la campagna di conquista dell'Inghilterra.
Guglielmo lo ricompensò della perdita della contea di Champagne concedendogli la contea d'Holderness in Inghilterra, come ci conferma Orderico Vitale.
Dopo la morte della moglie, Adelaide, 1090 circa, Oddone continuò a governare la contea d'Aumale, assieme al figlio, Stefano.
In quel periodo, secondo Orderico Vitale, nella lotta per la successione al trono d'Inghilterra, tra Guglielmo II il Rosso ed il fratello, Roberto II, duca di Normandia, Oddone ed il figlio, Stefano, si schierarono con Guglielmo II.
Nel 1095, secondo il Florentii Wigornensis Monachi Chronicon, fu organizzato un complotto da Roberto di Mowbray, Conte di Northumbria, contro il re d'Inghilterra, Guglielmo II il Rosso, che prevedeva che il figlio di Oddone, Stefano, salisse sul trono, dopo che il cugino, Guglielmo II il Rosso, fosse stato ucciso; ma dopo che Roberto di Mowbray era stato catturato con l'inganno, Oddone, implicato nel complotto, nel 1096, fu catturato ed incarcerato e perse la contea d'Holderness in Inghilterra, mentre il figlio Stefano riuscì a riparare nella contea d'Aumale, in Normandia, governata dal duca, Roberto II, sempre in guerra con il fratello, Guglielmo II il Rosso.
Stefano, poi fu al seguito di Roberto II e del cugino, Stefano II di Blois, alla prima crociata, dove nel 1097, secondo il canonico e custode della chiesa di Aquisgrana, il cronachista della Prima Crociata, Alberto di Aquisgrana partecipò all'assedio di Nicea.
Di Oddone non si hanno molte notizie; probabilmente tornò in Normandia presso il figlio, Stefano, e non si conosce la data esatta della sua morte, morì dopo il 1115.

## Matrimonio e discendenza
Oddone aveva sposato, come conferma Orderico Vitale, Adelaide di Normandia (1026-1090), l'unica figlia femmina del Duca di Normandia, Roberto I il Magnifico e di una sua concubina, di cui non si conoscono né il nome né i nomi degli ascendenti, escludendo che fosse Herleva, la madre di Guglielmo il Conquistatore o il Bastardo, per cui Aeliz o Adelaide era la sorellastra di Guglielmo poi conosciuto come il Conquistatore.
Secondo altri storici era sorella di Guglielmo il Conquistatore o il Bastardo, figli della stessa madre, Herleva.
Oddone da Adelaide ebbe un figlio:
- Stefano (ca. 1170-1128) conte d'Aumale[15].

### Fonti primarie
- (LA)  Cartulaire noir de la cathédrale d'Angers.
- (LA)  Chronique de Robert de Torigni, abbé du Mont-Saint-Michel, vol I.
- (LA)  Monumenta Germanica Historica, tomus IX.
- (LA)  Ordericus Vitalis, Historia Ecclesiastica, vol. II, liber III -V.
- (LA)  Ordericus Vitalis, Historia Ecclesiastica, vol. II.
- (LA)  Rodulfus Glaber Cluniacensis: Historiarum Sui Temporis Libri Quinque.
- (LA)  Ordericus Vitalis, Historia Ecclesiastica, vol. unicum.
- (LA)  Historiæ Normannorum Scriptores Antiqui.
- (LA)  Obituaires de la province de Sens. Tome 2.
- (LA)  Chartes de Montiérender.
- (FR)  Cartulaire de l'abbaye de Saint-Aubin d'Angers, tomus I.
- (LA)  Cartulaire de l'abbaye de Saint-Chaffre du Monastier et Chronique de Saint-Pierre du Puy.
- (LA)  Florentii Wigornensis Monachi Chronicon.
- (LA)  HISTORIA HIEROSOLYMITANAE EXPEDITIONIS.

### Letteratura storiografica
- Louis Halphen, "La Francia dell'XI secolo", cap. XXIV, vol. II (L'espansione islamica e la nascita dell'Europa feudale) della Storia del Mondo Medievale, 1999, pp. 770–806.
- William John Corbett, "L'evoluzione del ducato di Normandia e la conquista normanna dell'Inghilterra", cap. I, vol. VI (Declino dell'impero e del papatp e sviluppo degli stati nazionali) della Storia del Mondo Medievale, 1999, pp. 5–55.
- William John Corbett, "Inghilterra, 1087-1154", cap. II, vol. VI (Declino dell'impero e del papatp e sviluppo degli stati nazionali) della Storia del Mondo Medievale, 1999, pp. 56–98.